# Joel Crouse
 (juillet 2014).
Si vous disposez d'ouvrages ou d'articles de référence ou si vous connaissez des sites web de qualité traitant du thème abordé ici, merci de compléter l'article en donnant les références utiles à sa vérifiabilité et en les liant à la section « Notes et références ».
Pour les articles homonymes, voir Crouse.
Joel Thomas Crouse, né le 14 juin 1992 à Holland (Comté de Hampden), dans le Massachusetts, est un auteur-compositeur-interprète et musicien américain.

## Biographie

### Enfance
Né à Holland, dans le Massachusetts, Joel Crouse est le fils cadet d'un pasteur et d'une secrétaire. Il a un frère et une sœur aînés. Son grand-père a introduit le jeune homme à la musique country dès son enfance avec Johnny Cash, Hank Williams, Jr., Waylon Jennings, Willie Nelson et Merle Haggard. À l'âge de quatorze ans, il compose sa première chanson et, à l'âge de quinze ans, il monte son propre groupe de musique. À l'âge de seize ans, il ressort diplômé du lycée.

### Carrière
En 2011, peu après son 19e anniversaire, il signe un contrat avec la maison de disques Show Dog-Universal Music et commence à partir en tournée avec Toby Keith, Darius Rucker, Sara Evans, Goo Goo Dolls et The Band Perry. En février 2013, il sort son premier single, If You Want Some, qui est classé à la cinquante-neuvième place du Country Airplay. En 2014, il sort deux autres singles : Why God Made Love Songs et Don't Tell Me.

### Vie privée
Le 29 juin 2014, il est annoncé que Joel Crouse se sépare de l'actrice et chanteuse Lucy Hale, qu'il fréquentait depuis plusieurs mois,,.

## Discographie

### Singles
- 2013 : If You Want Some
- 2014 : Why God Made Love Songs
- 2014 : Don't Tell Me